# カルミニャーノ・ディ・ブレンタ
カルミニャーノ・ディ・ブレンタ（伊: Carmignano di Brenta）は、イタリア共和国ヴェネト州パドヴァ県にある、人口約7,400人の基礎自治体（コムーネ）。

## 地理

### 位置・広がり

#### 隣接コムーネ
隣接するコムーネは以下の通り。括弧内のVIはヴィチェンツァ県所属を示す。
- チッタデッラ
- フォンタニーヴァ
- グラントルト
- ポッツォレオーネ (VI)
- サン・ピエトロ・イン・グ

### 気候分類・地震分類
カルミニャーノ・ディ・ブレンタにおけるイタリアの気候分類 (it) および度日は、zona E, 2385 GGである。
また、イタリアの地震リスク階級 (it) では、zona 2 (sismicità media) に分類される。

## 姉妹都市
- アルブブルック（ドイツ語版）、ドイツ 1959年